# Cesana San Sicario
Cesana San Sicario je bilo prizorišče biatlona in alpskega smučanja na zimskih olimpijskih igrah leta 2006. Biatlonsko središče je bilo zgrajeno za 6500 in središče za alpsko smučanje, imenovano San Sicario Fraiteve, za 6160 gledalcev, vključno s 5660 sedeži, kjer so potekala tekmovanja v ženskem smuku, super veleslalomu in kombinaciji. Dolžina proge je 3135 metrov.